# Nancy Reno
Nancy Reno (Elmhurst, 24 december 1965) is een voormalig Amerikaans beachvolleyballer. Ze was actief van 1990 tot en met 2000; in 1996 nam ze deel aan de Olympische Spelen en in 1997 won ze een bronzen medaille bij de wereldkampioenschappen.

## Carrière

### 1990 tot en met 1995
Reno speelde volleybal voor het universiteitsteam van Stanford waar ze werd uitgeroepen tot All-American. Ze behaalde in 1988 haar diploma waarna ze een jaar aan de Technische Universiteit van het Midden-Oosten in Ankara studeerde. Later begon ze aan haar docteraatstudie zoölogie aan de Universiteit van Colorado te Boulder. Reno begon haar carrière als beachvolleyballer in 1990 toen ze haar debuut maakte in de WPVA Tour. Ze nam met verschillende partners – waaronder Sharkie Zartman en Angela Rock – in totaal deel aan zeven toernooien met een vijfde plaats in Pismo Beach als beste resultaat. Het daaropvolgende seizoen speelde ze achtereenvolgens met Mary Jo Peppler, Liz Masakayan, Rita Crockett, Nina Matthies, Heather Hafner, Julie Thornton en Linda Hanley in totaal zeventien wedstrijden. Ze behaalde daarbij een derde (Hermosa Beach) en twee vijfde plaatsen (Austin en Salt Lake City).
In 1992 was Reno actief op zestien toernooien in de binnenlandse competitie. Met Cammy Ciarelli eindigde ze bij vijf optredens tweemaal als derde (Fort Myers en Phoenix). Met Janice Harrer werd ze eenmaal eerste (Seal Beach), tweemaal tweede (Hermosa Beach en Cape Cod), tweemaal vierde (Las Vegas en San Diego) en eenmaal vijfde (Austin). Met Karolyn Kirby boekte ze drie overwinningen (Atlantic City, Minneapolis en Manhattan Beach), een tweede plaats (Boulder) en een negende plaats (Venice Beach). Daarnaast debuteerde Reno met Kirby in de FIVB World Tour; in het seizoen 1992/93 behaalden ze met twee overwinningen (Almería en Rio de Janeiro) bovendien de eindzege van de mondiale competitie. In 1993 eindigde Reno bij elk van de zestien wedstrijden in de AVP Tour waar ze aan meedeed op het podium. Met Ciarelli, Linda Chisholm en Holly McPeak boekte ze de overwinning in respectievelijk Fort Worth, San Diego en Seaside Heights. Met Rock werd ze vijfmaal tweede (San Antonio, Chicago, Manhattan Beach, Milwaukee en Seal Beach) en driemaal derde (Cape Cod, Belmar en Grand Haven) en met Crockett werd ze een keer tweede (Ocean City) en twee keer derde (Cleveland en Hermosa Beach). Daarnaast eindigde ze met Hanley en Jackie Silva op de derde plaats in Austin en Phoenix.
Het jaar daarop vormde Reno een vast duo met Rock. Ze namen deel aan veertien AVP-toernooien en behaalden daarbij elf podiumplaatsen. Ze wonnen in Atlanta, Dallas, Phoenix en Grand Haven, werden tweede in San Francisco, Baltimore, Chicago, Belmar en Hermosa Beach en eindigden als derde in San Jose en Seal Beach. In 1995 speelde Reno samen met McPeak. Het duo behaalde bij veertien toernooien in de WPVA Tour enkel podiumplaatsen. Ze boekten acht overwinningen (Austin, New Orleans, San Diego, Old Orchard Beach, Portland, Long Beach, Huntington Beach en Kauai), werden vijfmaal tweede (Carolina, Dallas, Hermosa Beach, Grand Haven en Newport) en eindigden eenmaal als derde (Deerfield Beach). In de World Tour namen ze deel aan zeven toernooien waarvan ze er zes wonnen (Hermosa Beach, Busan, Osaka, Espinho, Bali en Brisbane); in Clearwater werden ze derde. Met Kirby won Reno verder het FIVB-toernooi van Carolina en werd ze zevende in Santos.

### 1996 tot en met 2000
In 1996 speelde ze in de WVPA Tour afwisselend met McPeak en Kirby in totaal twaalf wedstrijden. Daarbij kwam ze tot vijf eerste (New York, Deerfield Beach, San Diego, Austin en Chicago), een tweede (Hermosa Beach) en vier derde plaatsen (Fairfax, Ocean City, Newport en New York). Internationaal deed ze met McPeak mee aan vier reguliere FIVB-toernooien mee met een derde plaats in Hermosa Beach als beste resultaat. Vervolgens namen ze in Atlanta deel aan het eerste beachvolleybaltoernooi op de Olympische Spelen. Het als tweede geplaatste team eindigde als vijfde, nadat ze in de vierde ronde verloren hadden van Natalie Cook en Kerri Pottharst uit Australië en in de herkansing werden uitgeschakeld door hun landgenoten Barbra Fontana en Linda Hanley. Het daaropvolgende seizoen vormde Reno een vast team met Kirby in de Amerikaanse competitie. Ze waren actief op elf toernooien waarbij ze tot drie eerste plaatsen kwamen (Orlando, Atlantic City en Hermosa Beach). Daarnaast eindigde het duo drie keer als tweede (Miami, Dallas en East Quogue) en eenmaal als derde (Kauai). Op mondiaal niveau speelde Reno drie reguliere FIVB-toernooien – waarvan twee met Fontana en een met Kirby – met een vierde plaats in Pescara als beste resultaat. Daarnaast namen Reno en Kirby in Los Angeles deel aan de eerste officiële wereldkampioenschappen beachvolleybal. Het tweetal won een bronzen medaille nadat ze in de halve finale verloren hadden van hun landgenoten McPeak en Lisa Arce.
In 1998 speelde Reno in de World Tour samen met Elaine Youngs. Het duo deed mee aan zes toernooien en behaalden daarbij een derde (Espinho) en twee zevende plaatsen (Toronto en Osaka). Het jaar daarop vormde ze achtereenvolgens een team met McPeak en Hanley. In de AVP Tour kwam ze bij vier toernooien tot twee podiumplaatsen: tweede in Muskegon en derde in Chicago. Internationaal nam ze deel aan zes reguliere toernooien met een overwinning in Toronto als beste resultaat. Verder eindigde ze tweemaal als vijfde (Espinho en Salvador). Reno en Hanley deden bovendien mee aan de WK in Marseille. Ze verloren in de tweede ronde van het Duitse tweetal Maike Friedrichsen en Danja Müsch en werden in de derde ronde van de herkansing vervolgens uitgeschakeld door de Australiërs Pauline Manser en Kerri Pottharst. In 2000 namen Reno en Hanley deel aan drie internationale wedstrijden met een vierde plaats in Chicago als beste prestatie. In de binnenlandse competitie speelde ze achtereenvolgens met Hanley, Leanne McSorley en Youngs in totaal zeven wedstrijden. Ze kwam daarbij tot een eerste (Long Beach) en drie tweede plaatsen (Santa Monica, Pismo Beach en San Diego). Hetzelfde jaar beëindigde Reno haar beachvolleybalcarrière vanwege een schouderblessure.

## Palmares
Kampioenschappen
- 1996: 5e OS
- 1997:  WK

FIVB World Tour
- 1992:  Almería Open
- 1993:  Rio de Janeiro Open
- 1993:  FIVB World Tour
- 1995:  Clearwater Open
- 1995:  Hermosa Beach Open

- 1995:  Busan Open
- 1995:  Osaka Open
- 1995:  Espinho Open
- 1995:  Bali Open
- 1995:  Brisbane Open
- 1995:  Carolina Open
- 1996:  World Series Hermosa Beach
- 1998:  Espinho Open
- 1999:  Toronto Open